# Estació de Can Serra
Can Serra és una estació de la L1 del Metro de Barcelona situada sota l'avinguda de Can Serra al barri de Can Serra de l'Hospitalet de Llobregat i es va inaugurar el 1987.
| Metro de Barcelona     |                      |       |         |                        |
| Procedència/Destinació | <                    | Línia | >       | Procedència/Destinació |
| Hospital de Bellvitge  | Rambla Just Oliveras |       | Florida | Fondo                  |

## Accessos
- Avinguda de Can Serra
- Parc de les Planes